# コムシード
コムシード (英語: CommSeed Corporation) は、東京都千代田区神田駿河台に本社のあるIT企業である。主にスマホ向けのモバイルゲーム・ソーシャルゲームなどの企画制作・開発・運営等を行う。
なお、九州に同じ会社名の「株式会社コムシード」（福岡市博多区、2001年9月設立）があるが、全くの別会社である。

## 概要
コムシードは「楽しさの種をまく」ことを企業の経営理念に掲げ、「価値を創り出す企業であり続ける」、「信頼される企業であり続ける」、「成長を目指し、環境に進化適応できる組織であり続ける」ことを経営目標に定めた。
コムシードは、「ソーシャルゲーム」、「スマートフォンアプリ」、「B to B」の3つの事業で経営展開していく。

## 沿革
- 1991年12月 - 海外ゲームの国内販売を目的に「マイクロワールド株式会社」を設立。
- 2000年9月 - 「パチンコクラブ・ドットコム株式会社」に商号変更。
- 2001年4月 - 日本テレネット (ゲーム会社)より携帯電話向けコンテンツ配信サービス事業を引き継ぐ。「パチンコ倶楽部」のサービスを開始。
- 2002年8月 - 「コムシード株式会社」に商号変更。東京・台東区に本社事務所を移転。
- 2004年5月 - 名古屋証券取引所セントレックスに株式を上場。
- 2005年2月 - 東京・千代田区神田小川町に本社事務所を移転。
- 2005年3月 - モバイル公式サイト「キタックジャグラーワールド」のサービスを開始。
- 2005年10月 - モバイル公式サイト「パーラーオリンピア」のサービスを開始。
- 2007年1月 - 韓国サイカンが株式の公開買い付け（TOB）を実施。平和 (パチンコ) からサイカンに親会社が変更。
- 2007年4月 - 新規事業であるオンラインゲーム事業を推進するオンラインゲーム事業本部を設置。
- 2007年7月 - オンラインゲームの国内及び海外におけるサービス・開発を目的とする「株式会社サイカンゲームズ」を設立。オンラインゲーム事業部の機能を移転。
- 2007年8月 - エンターテインメントに関連したコミュニティビジネスを行う株式会社セカンドファクトリーを設立。
- 2008年3月 - オンラインゲーム事業およびコミュニティ事業から撤退。
- 2011年3月 - 東京・千代田区神田駿河台に本社事務所を移転。
- 2011年11月 - ワークジャムより、ソーシャルゲーム「不思議の森のパン工房」の運営を引き継ぐ。
- 2012年1月 - グリーと、パチンコ・パチスロファン向けソーシャルゲーム「グリパチ」の運営を開始。
- 2013年12月 - 韓国DanalGamesと共同で、LINE (アプリケーション)ゲーム『LINE ダッシュガール』を配信。
- 2015年3月 - スカイリンクと共同で、Android用ゲーム『selector battle with WIXOSS』を配信。iOS版は6月より配信。
- 2016年1月 - ゲームパブリッシング事業を開始。
- 2016年5月 - 「パーラーオリンピア」の権利を平和へ譲渡[2]。
- 2016年9月 - 株式会社サイカンから「Cykan Holdings Co.,Ltd.」(韓国)に親会社が異動し、コムシードの大株主となる。
- 2021年2月 - 韓国に100％子会社、「CommSeed Korea Co., Ltd」を設立。
- 2021年11月 - 韓国最大の総合デジタルマーケティンググループでKOSDAQ上場の株式会社FSN社と、P2E及びNFTゲーム事業に関するパートナーシップで合意[3]。
- 2022年2月 - 横浜市西区の「株式会社アイビープログレス」の株式を取得し、コムシードの完全子会社とする。
- 2022年4月4日 - 市場区分見直しにより、名古屋証券取引所ネクストへ移行。
- 2022年4月22日 - NFTプロジェクト「Tokyo Mongz Hills Club（東京モンズヒルズクラブ）」やブロックチェーン技術に関する事業を行う、100%子会社の「株式会社HashLink」を設立[4]。
- 2022年11月16日 - ソーシャルゲーム「グリパチ」の累計利用者数が600万人を突破。
- 2022年12月12日 - ソーシャルカジノゲーム「カジノクルーズ」の配信開始（その後、2023年4月でサービス終了）。
- 2023年03月02日 - 「パチスロ モンスターハンターワールド：アイスボーン』のiOS版、Android版ゲームアプリを配信開始。

## 役員
- 代表取締役社長CEO　塚原 謙次

- 専務取締役CTO　羽成 正己

- 取締役　李 炫雨

- 取締役　趙 容晙

- 取締役　金 智英

- 取締役　金 永埈

- 社外取締役 監査等委員　飯田 三郎

- 社外取締役 監査等委員　岡本 光樹

- 社外取締役 監査等委員　谷口 郁夫

## 主な運営サイト＆ゲーム

### ソーシャルゲーム
- グリパチ - GREE内のパチンコ・パチスロ仮想ホール
- 不思議の森のパン工房 - mobage・GREE内のソーシャルゲーム
- I LOVE バーガー
- ONE PUNCH MAN 一撃マジファイト
- League of Angels 3 - DMM GAMES

### 主なスマートフォンアプリ
- パチスロ モンスターハンター 狂竜戦線
- パチスロ ロスト プラネット2
- パチスロ ガールズ＆パンツァー
- パチスロ デビル メイ クライ クロス
- パチスロ アスラズ ラース
- 戦国乙女2～深淵に輝く気高き将星～
- CRスーパー海物語 IN沖縄4
- スーパーストリートファイターIV パチスロエディション
- SLOT魔法少女まどか☆マギカ
- パチスロ モンスターハンター:ワールドTM

### パチンコ情報コンテンツサービス
- パチンコ倶楽部(総合) - パチンコ・パチスロの総合ポータルサイト